# Catarina Alves Costa
Pour les articles homonymes, voir Costa.
Catarina Alves Costa né le 8 avril 1967 à Porto, est une cinéaste et anthropologue portugaise connue pour ses documentaires ethnographiques.
Récompensé dans plusieurs festivals,
Lauréat du prix de la meilleure œuvre audiovisuelle décerné par le Conseil international des musées pour son film La Soie est un mystère.

## Biographie
Catarina Alves Costa, est née le 8 avril 1967 à Porto au Portugal,.
Elle a étudié à Lisbonne à l'ISCTE où elle a obtenu un diplôme en anthropologie sociale. Elle a ensuite obtenu une bourse de la Fondation Calouste Gulbenkian et a poursuivi ses études en suivant un Master en anthropologie visuelle à l'Université de Manchester au Granada Centre for Visual Anthropology ; enfin, elle a obtenu son doctorat à l'Universidade Nova de Lisboa,,.
Elle a travaillé dans les archives d'images du Musée national d'ethnologie (pt) de 1994 à 2000, où elle a travaillé avec Benjamim Pereira (pt), qui a été consultant scientifique pour certains de ses documentaires, à savoir La soie est un mystère et Le lin est un rêve,,.
Elle a été responsable du son, de l'identification et de l'organisation des films ethnographiques réalisés par Margot Dias (pt) (sur lesquels elle avait créé un guide en 1997), qui ont été montés et diffusés en 2021 par Cinemateca Portuguesa,.
En 2000, Elle fonde la société de production documentaire Laranja Azul en partenariat avec la réalisatrice Catarina Mourão (pt),,.
Elle a été président d’Apordoc – Association Documentaire (pt) et a fait partie de la direction artistique de DocsKingdom et du conseil d’administration de l’Association Portugaise d’Anthropologie,,.
Parallèlement à sa carrière de cinéaste, Catarina Alves Costa travaille comme chercheuse en anthropologie visuelle et cinéma documentaire au Centre en réseau de recherche en anthropologie (CRIA) de l'Universidade Nova de Lisboa,.

## Prix et reconnaissances
Son travail de réalisatrice a été reconnu internationalement et elle a reçu plusieurs prix, notamment,,:
- 1993 - Avec Retour à la terre, elle remporte le prix du meilleur film étudiant au Festival du film ethnographique de Göttingen (de) (Allemagne)[13],[14]
- 1994 - Senhora Aparecida, est son film le plus récompensé. Avec lui elle a reçu : en 1996, le 1er Prix au Sardinia International Ethnographic Film Festival (it) (Sardaigne) ; le Prix de la mise en scène au Festival du film de l'Université de Californie (1997) et le Prix européen Massimo Troisi (2000)[15].

- 1998 - Avec Swagatam (Bienvenue) elle remporte le Prix Bilan Planète du film ethnographique, Bilan du film ethnographique[16]

- 2004 - Pour le documentaire L'architecte et la vieille ville, elle remporte le Prix du public aux XIe Chemins du cinéma portugais (pt) ( Coimbra )[17]

- 2004 - La soie est un mystère, a reçu le prix de la meilleure œuvre audiovisuelle décerné par le Conseil international des musées (ICOM)[18]

- 2008 - Pour le documentaire Nacional 206, elle remporte le prix AVID du meilleur montage, à Doclisboa[19]
- 2009 - A reçu le Prix du Meilleur Documentaire et une Mention Honorable au Festival Caminhos do Cinema Português pour le documentaire Falamos de António Campos[20]

- 2019 - A reçu le Prix du Meilleur Documentaire au Festival International du Film Ethnographique de Recife ( Brésil ), pour le documentaire : Voyage chez les Makonde du Mozambique[21]

## Œuvres choisies

### Filmographie
Elle a réalisé les documentaires,,,:
- 1992 - Retour sur Terre

- 1994 - Notre-Dame d'Aparecida[24]

- 1998 - Swagatam (Bienvenue)

- 1998 - Kirtida et Muhammad

- 2000 - Les acrobates de Rolling Stone
- 2000 – Masques (co-réalisé avec Catarina Mourão)[15]

- 2001 - Plus d'âme[25]

- 2002 - L'architecte et la vieille ville (le voyage d'Álvaro Siza au Cap-Vert pour son projet de restauration de Ribeira Grande)[26]

- 2003 - Le lin est un rêve

- 2003 - La soie est un mystère (dont Benjamim Pereira était le consultant scientifique)[27]

- 2006 - Le Morgadinho

- 2008 - Nationale 206[28]

- 2008 - Le Parc

- 2009 - On parle d'António Campos (pt)[29]

- 2010 - Des maisons pour le peuple

- 2011 - Le désir de savoir
- 2015 - Le fil de l'huile d'olive[2]

- 2016 - Pierre et Chaux

- 2019 - Un Ramadan à Lisbonne (co-réalisé avec Amaya Sumpsi, Carlos Lima, Joana Lucas, Raquel Carvalheira et Teresa Costa)[30]
- 2019 - Voyage chez les Makonde du Mozambique[31],[32]